# Ондирис (Туркестанская область)
Ондирис (каз. Өндіріс) — село в Казыгуртском районе Туркестанской области Казахстана. Входит в состав Турбатского сельского округа. Находится примерно в 19 км к востоку от районного центра, села Казыгурт. Код КАТО — 514053400.

## Население
В 1999 году население села составляло 1547 человек (778 мужчин и 769 женщин). По данным переписи 2009 года, в селе проживало 3015 человек (1558 мужчин и 1457 женщин).